# Terzo valico
La ferrovia Genova-Tortona, conosciuta anche come terzo valico dei Giovi o più semplicemente terzo valico, è una linea ferroviaria in costruzione finalizzata a creare un collegamento veloce fra Genova e Tortona e, più in generale, tra la Liguria e la Pianura Padana. I lavori sono iniziati nell'autunno 2013; la linea sarà completata e attivata nel 2027.
La linea è ritenuta una priorità nell'ambito del collegamento con l'Europa centrale per il trasporto delle merci che transitano giornalmente dal porto ligure. In particolare, l'opera si inserisce nel Corridoio Reno-Alpi, che è uno dei corridoi della rete strategica transeuropea di trasporto che collega le regioni europee più densamente popolate tra il porto di Rotterdam (sul Mare del Nord) e il Nord Italia.

## Storia
Il collegamento ferroviario tra la Liguria e la Pianura Padana, difficoltoso per la necessità di valicare gli Appennini attraverso il passo dei Giovi, è stato oggetto di grandi progetti sin dai primissimi anni di esistenza del treno come mezzo di trasporto. Il primo valico fu la galleria dei Giovi (3254 metri) sull'originaria linea Torino-Genova, all'epoca la galleria più lunga del mondo, aperta al traffico nel 1853; il secondo valico fu la galleria di Ronco (8291 metri) sulla ferrovia succursale dei Giovi, anch'essa di notevole lunghezza per l'epoca, aperta al traffico nel 1889. Entrambe queste gallerie sono tuttora in servizio, la prima utilizzata prevalentemente dal traffico ferroviario locale, la seconda dai collegamenti di lunga percorrenza e dai convogli merci.

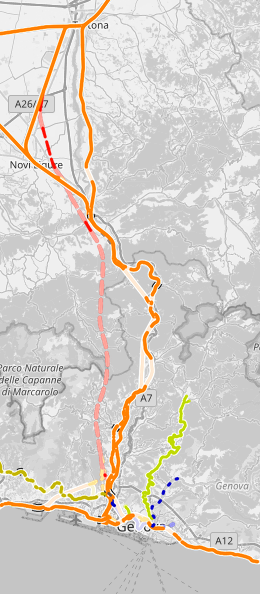
Terzo valico (tratteggiato in rosso) confrontato con la linea ferroviaria corrente (arancione)

Con la crescita del traffico merci nel porto di Genova e con i primi progetti di alta velocità ferroviaria, negli anni '70 si cominciò a discutere della possibilità di realizzare un nuovo valico ferroviario a quota più bassa, in modo da aumentare la capacità e l'efficienza del trasporto ferroviario tra Genova e il resto del Nord Italia.
La costruzione della linea venne inizialmente affidata al Consorzio Collegamenti Integrati Veloci, quale contraente generale, costituito nel 1991 dalle imprese Grassetto Lavori (di Salvatore Ligresti) con il 25%, Del Prato con il 25%, Itinera (che faceva capo a Marcellino Gavio) con il 20%, Gambogi con il 20%, Tecnimont SpA con il 5%, CER fra le cooperative di Produzione e Lavoro con il 3% e Collegamenti Integrati Veloci SpA (gruppo bancario) con il 2%. Le stesse furono presto coinvolte in un'inchiesta per tangenti: alcune di esse fallirono, altre vennero rilevate dalla Itinera, le restanti si ritirarono dal consorzio.
Nel 1996 si cominciò a scavare tre fori pilota. Una nuova procedura di Valutazione di Impatto Ambientale si concluse negativamente, e il 24 febbraio 1998 i cantieri del consorzio furono chiusi dal Nucleo Operativo Ecologico dei Carabinieri in seguito a un'inchiesta promossa dalla Procura di Milano, che sfociò nell'assoluzione degli imputati per la intervenuta prescrizione del reato.
Nel 1999 la IX Commissione Trasporti della Camera dei deputati impegnò il Governo a promuovere nuovamente il progetto terzo valico quale parte prioritaria della prevista tratta Milano-Genova. Il 21 dicembre 2001 il Comitato Interministeriale per la Programmazione Economica (CIPE) approvò il primo programma delle opere strategiche ex Legge n. 443 del 21 dicembre 2001 ("Legge Obiettivo") inserendo il progetto del Terzo Valico ferroviario nell'elenco delle infrastrutture strategiche e delle opere di preminente interesse nazionale. Nel 2002 il Ministero delle infrastrutture e dei trasporti approvò il tracciato, che l'anno seguente ottenne il via libera definitivo.
Il 29 settembre 2003 il CIPE approvò il progetto preliminare e lo studio di impatto ambientale del "Terzo valico dei Giovi". Il costo complessivo delle opere venne stabilito in 5 miliardi di euro che, per le opere di maggiore priorità, sarebbero stati anticipati da Rete Ferroviaria Italiana (RFI). Il 26 ottobre 2004 un decreto interministeriale consentì alla società Infrastrutture SpA un indebitamento di 35 miliardi di euro contro i 25 fissati dal decreto di fine 2003. Per far fronte a ciò, il Governo autorizzò quindi la società a emettere bond pluriennali per complessivi 4,7 miliardi di euro.
Nel frattempo il Consorzio era così diventato:
- Tecnimont SpA con il 50,5%
- Impregilo SpA con il 44,0%
- CER fra le cooperative di Produzione e Lavoro con il 3,0%
- Collegamenti Integrati Veloci SpA (gruppo bancario) con il 2,0%
- Condotte d'Acqua SpA con lo 0,5%

Nel marzo 2006 il CIPE approvò il progetto definitivo sbloccando il 18 dicembre 2008 una quota pari a 7.356 milioni di euro, mille circa dei quali destinati all'inizio dei lavori per la realizzazione dell'opera. Il restante ammontare dell'investimento sarebbe stato coperto tramite l'emissione di obbligazioni dalla Cassa depositi e prestiti.
Il 28 luglio 2011 Rete Ferroviaria Italiana ha sottoscritto il verbale di accordo con il Consorzio per dare avvio ai lavori di costruzione. Il CIPE ha successivamente deliberato lo stanziamento di 500 milioni di euro per la viabilità e la riapertura dei cantieri e di 1.100 milioni di euro per finanziare il secondo lotto, che include lo scavo della galleria di valico.
I cantieri sono stati aperti nel corso del 2013.
Nel 2014 il consorzio ha visto l'uscita della Tecnimont Spa e di conseguenza le restanti società si sono suddivise in questo modo:
- Salini-Impregilo Spa con il 64,0%
- Condotte d'Acqua Spa con il 31,0%
- Collegamenti Integrati Veloci Spa (gruppo bancario) con il 5,0%

Il 27 luglio 2015 è stato abbattuto l'ultimo diaframma della galleria Campasso, che permetterà di collegare la galleria di valico all'intersezione con la linea ferroviaria esistente.
La galleria Polcevera, una delle 4 gallerie di servizio, è stata completata il 29 ottobre 2015; lo scavo dei 1958 metri di questa galleria è avvenuto grazie all'uso di una TBM S-914.
A seguito di alcune inchieste per corruzione, sono state invalidate nel 2017 13 gare d'appalto, e il Governo ha nominato l'ing. Marco Rettighieri amministratore straordinario del Cociv, il consorzio di imprese titolare della realizzazione dell’opera per conto di Rete Ferroviaria Italiana, e composto da Salini-Impregilo con il 64%, Società Italiana Condotte d’Acqua S.p.A. 31% e Civ 5%. Il 24 novembre 2018, l'ANAC e il Prefetto di Roma hanno firmato il provvedimento di cessazione anticipata dall'incarico di amministratore straordinario, riportando ai soci del Consorzio la gestione operativa dell'opera.
È prevista l'apertura di cantieri finalizzati a interventi infrastrutturali e tecnologici per il quadruplicamento della linea Milano Rogoredo-Pavia e alla riduzione dei tempi di percorrenza fra Pavia e Tortona.
Nel corso del 2018 la prosecuzione dell'opera è stata condizionata all'esito di una analisi costi-benefici: da tale analisi è risultato che i costi sono superiori ai benefici. In considerazione dello stato di avanzamento dei lavori e del fatto che gli appalti fossero già in corso, tuttavia, abbandonare l'opera avrebbe avuto dei costi contrattuali notevoli; pertanto il 13 dicembre 2018 il Ministro Danilo Toninelli ha presentato il rapporto di valutazione ed espresso un parere favorevole alla prosecuzione dell'opera con opportune modifiche. Il 5 giugno 2019 l'opera è stata accorpata con il passante ferroviario di Genova.
Webuild realizza l'opera per conto di Rfi-Rete Ferroviaria Italiana, società capofila del polo Infrastrutture del gruppo Ferrovie dello Stato. RFI è la committente dell’intera opera, insieme a Italferr a cui è affidata la sorveglianza e la direzione dei lavori. È previsto che i treni che impiegheranno la linea possano raggiungere velocità di 250 km/h e collegare Genova con Milano e Torino in un'ora.
Il 12 gennaio 2024 è stato inaugurato un primo tratto, lungo 8,5 km, tra Tortona e il bivio per Pozzolo Formigaro e Novi Ligure; ciò ha consentito, a partire dal successivo 15 gennaio, il ripristino del traffico passeggeri tra Tortona e Novi Ligure, che era stato sospeso nel 2017 per consentire lo svolgimento dei lavori.

## Caratteristiche

### Percorso
| Continuation backward |

| Station on track |

|  | Unknown route-map component "ABZgl" | Unknown route-map component "CONTfq" |

| Small bridge over water |

| Unknown route-map component "SKRZ-Au" |

| Non-passenger station/depot on track |

| 19+963 |
| 52+911 |

| Unknown route-map component "CONTgq" | Unknown route-map component "ABZgr" |  |

|  | Unknown route-map component "eABZg+l" | Unknown route-map component "exKINTeq" |

| Unknown route-map component "KINTaq" | Unknown route-map component "ABZgxr+r" |  |

| Non-passenger station/depot on track |

| Unknown route-map component "CONTgq" | Unknown route-map component "xABZgr" |  |

| Unknown route-map component "exSKRZ-Au" |

| Unknown route-map component "extSTRa" |

| Unknown route-map component "extSTRe" |

| Unknown route-map component "extSTRa" |

| Unknown route-map component "dCONTgq" | Unknown route-map component "eABZq2" + Unknown route-map component "lMSTRc2o" + Unknown route-map component "extSTRc2" | Unknown route-map component "xtKRZ" + Unknown route-map component "extSTRc3" | Unknown route-map component "dCONTfq" |  |

| Unknown route-map component "extSTRc1" | Unknown route-map component "extABZg+4" |  |

| Unknown route-map component "extSTRe" |

| Unknown route-map component "exDST" |

| Unknown route-map component "extSTRa" |

| Unknown route-map component "extSTR+GRZq" |

| Unknown route-map component "extCONTgq" | Unknown route-map component "extABZgr" |  |

| Unknown route-map component "extSTRe" |

| Unknown route-map component "extSTRa" |

| Unknown route-map component "extSTRe" |

|  | Unknown route-map component "xABZg+l" | Unknown route-map component "CONTfq" |

| Non-passenger station/depot on track |

| Unknown route-map component "CONTgq" | Unknown route-map component "ABZgr" |  |

| Continuation forward |

Il tracciato si svilupperà per 53 chilometri, 37 dei quali in galleria; è inoltre prevista la realizzazione di interconnessioni per complessivi 13 km. La tratta sarà integrata con la rete ferroviaria già esistente, assicurando a sud il collegamento diretto con i bacini portuali e con le linee Genova-Ventimiglia e Genova-Pisa; a nord sarà collegata alla linea per Torino in prossimità di Novi Ligure e, in direzione di Milano, alla linea Alessandria-Piacenza, in prossimità di Tortona.
La linea da Genova a Novi Ligure, indipendente rispetto alle linee esistenti, utilizzerebbe gallerie naturali, tranne un breve tratto all'aperto in corrispondenza di Libarna, dove è prevista la costruzione di un posto di movimento per le manovre di soccorso, sosta e manutenzione. Da Novi Ligure a Tortona dovrebbero essere realizzate due gallerie artificiali. Le gallerie naturali utilizzate sarebbero nove, mentre quelle artificiali progettate sono cinque.
Tra le principali opere previste dal progetto, le più impegnative sono:
- la galleria di Valico, di circa 27 km, la più lunga della linea, che diventerà il tunnel ferroviario più lungo d'Italia (strappando il primato alla galleria di Vaglia, posta sulla ferrovia ad alta velocità Bologna-Firenze);
- la galleria naturale Serravalle, di circa 7 km;
- la galleria artificiale Pozzolo, di circa 2 km.

La prima fase della realizzazione prevede la costruzione, da Genova ad Arquata Scrivia, dei 27 km del tunnel di valico costituito da due gallerie affiancate e di 5,9 km di gallerie a binario semplice per le interconnessioni sul territorio di Genova, verso Voltri.
La seconda fase prevede altri 14 km di doppie gallerie sotterranee da Arquata Scrivia a Novi Ligure, 3 km di gallerie per la connessione con Novi Ligure e 5 km di binario doppio allo scoperto.
Successivamente, per circa 16 km, il tracciato si estende oltre Novi Ligure, fino alla periferia di Tortona, collegandosi presso Pozzolo Formigaro con la linea preesistente e raddoppiandone il binario.
Contando tutte le gallerie (sia quelle singole che quelle doppie), la totale lunghezza dei tunnel del Terzo Valico è di circa 87 km.

### Opere accessorie e collegate
La costruzione del terzo valico ha anche portato la creazione di molte opere accessorie in Liguria e Piemonte, tra cui le gallerie stradali Borzoli-Erzelli a Genova che collegano il quartiere di Genova Borzoli con il casello autostradale Genova Aeroporto dell'autostrada A10, accanto al nuovo polo scientifico-tecnologico di Erzelli.
Le gallerie sono state inaugurate e aperte alla circolazione automobilistica nel febbraio 2017.
La realizzazione del terzo valico è strettamente collegata all'opera di quadruplicamento ferroviario tra la stazione di Tortona e la stazione di Voghera, tra il sud-est del Piemonte e il sud-ovest della Lombardia. Nell'ottobre 2022, Rete Ferroviaria Italiana ha lanciato il sito web per il dibattito pubblico tra l'azienda e le istituzioni e cittadini del territorio per la raccolta di opinioni e suggerimenti sull'opera. Il dibattito pubblico si è concluso il 1º febbraio 2023, con la presentazione della Relazione conclusiva.
Il progetto del terzo valico è inoltre legato ai lavori di completamento del passante ferroviario di Genova, il cui obiettivo è la costruzione di nuove gallerie e nuove linee ferroviarie nella città di Genova che permettano l'arrivo dei treni nel porto commerciale della città.

### Costi e tempi
Secondo quanto riportato nel sito ufficiale dell'opera, la spesa complessiva è pari a 6,853 miliardi di euro divisi in 6 lotti costruttivi e 2 opere complementari nel Nodo di Genova (passante ferroviario di Genova e potenziamento dello scalo Genova-Campasso). L'attivazione della linea è stata più volte posticipata ed ora è prevista nel 2027.

### Annotazioni
1. ↑  Le progressive chilometriche sono riferite al binario pari.